# Tournay-sur-Odon
Tournay-sur-Odon är en kommun i departementet Calvados i regionen Normandie i norra Frankrike. Kommunen ligger i kantonen Villers-Bocage som ligger i arrondissementet Caen. År 2018 hade Tournay-sur-Odon 332 invånare.

## Befolkningsutveckling
Antalet invånare i kommunen Tournay-sur-Odon
Referens:INSEE